# Jean-François Aubert

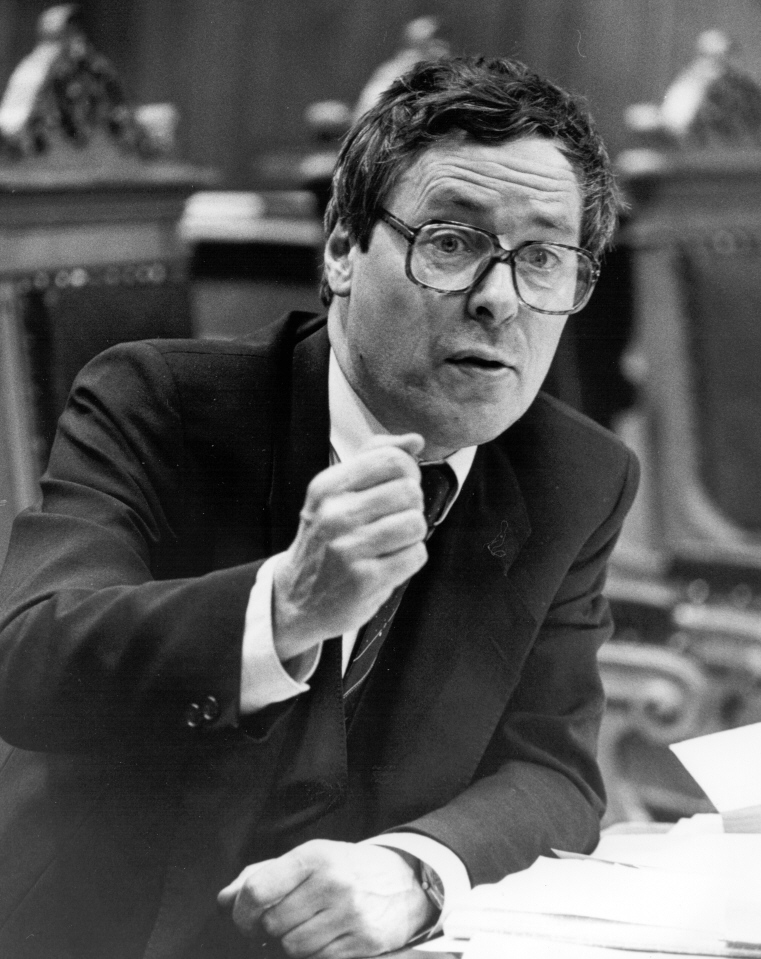
Jean-François Aubert (1986)

Jean-François Aubert (* 11. Mai 1931 in Peseux) ist ein Schweizer Staatsrechtler und Politiker (LPS).

## Leben

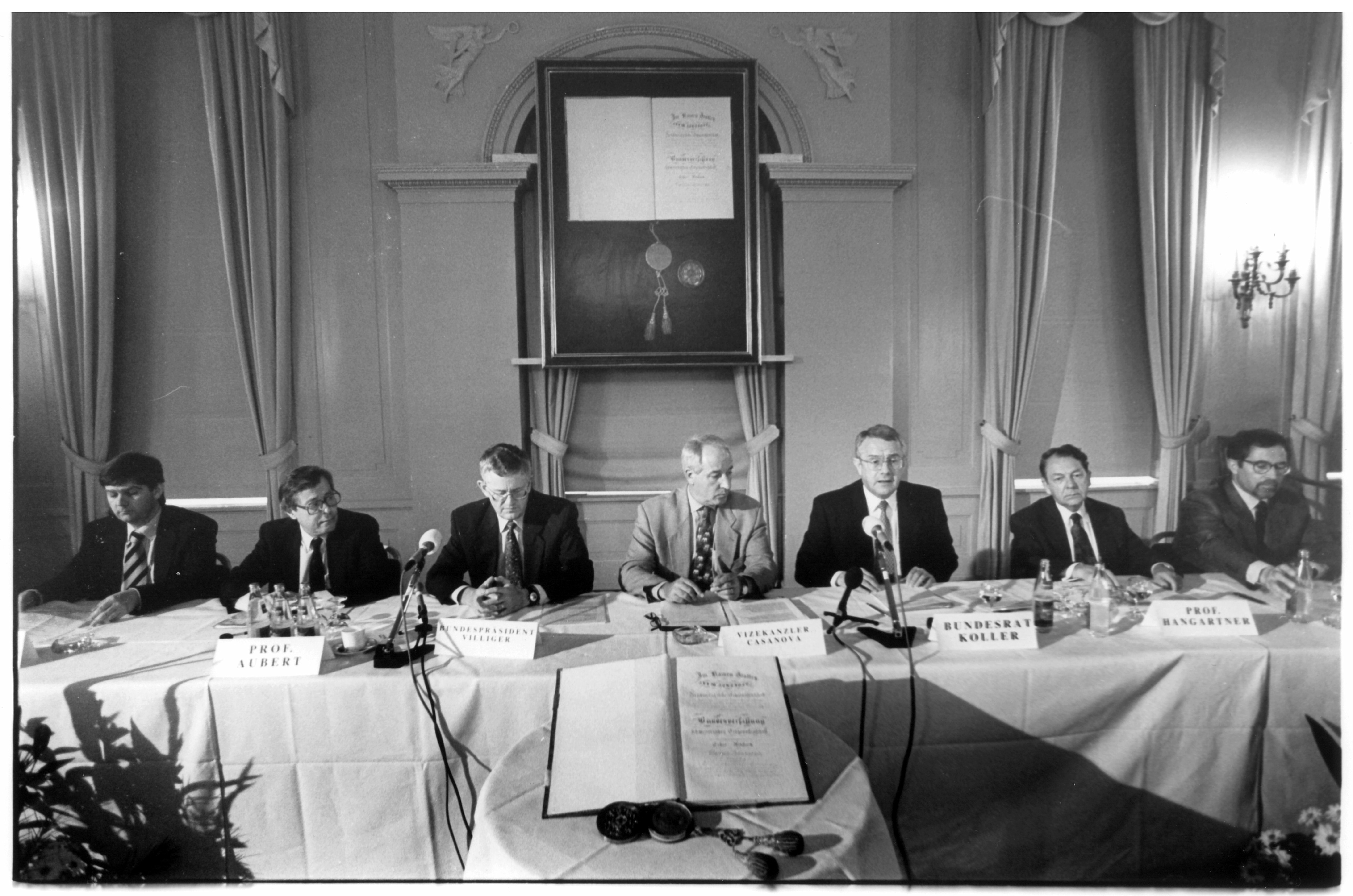
Aubert (zweiter von links) als Experte bei einer Medienkonferenz zur Totalrevision der Bundesverfassung (1995)

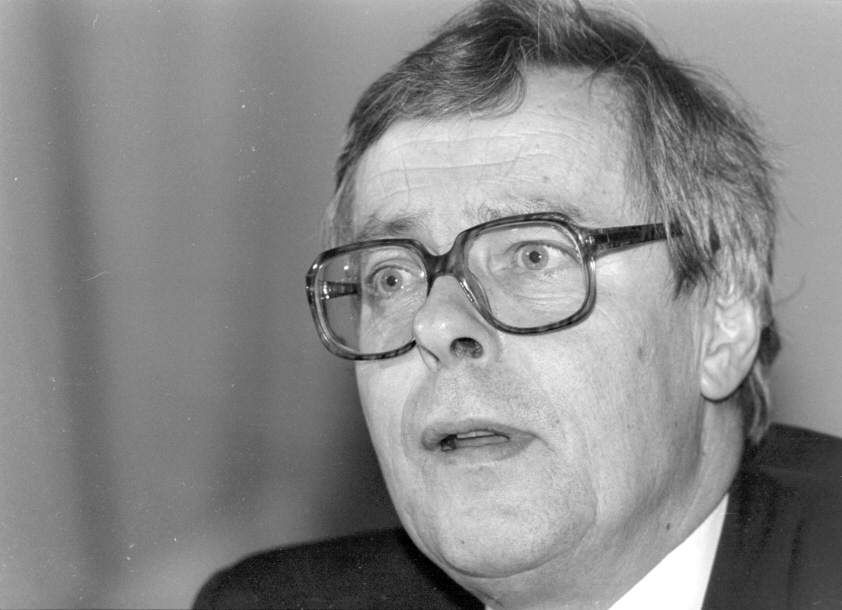
Jean-François Aubert (1995)

Aubert studierte an der Universität Neuenburg (1952 lic. iur., 1955 Dr. iur. und Anwaltspatent). 1952 bis 1956 folgten Studienaufenthalte in Tübingen, Paris und Ann Arbor (USA).
Von 1956 bis zu seiner Emeritierung 1996 war er Professor für Verfassungsrecht an der Universität Neuenburg, 1967 wurde er auch assoziierter Professor an der Universität Genf, er war auch Gastprofessor an der Universität Lausanne (1959, 1964, 1968–1971).
Er war Rechtsexperte bei mehreren eidgenössischen Verfassungsänderungen – in den Bereichen Raumplanung, Umweltschutz, Wasserwirtschaft, Referenden bei internationalen Verträgen und Referendum bei Gründung des Kantons Jura.
Als Politiker (LPS, bis 2005) war er 1961–73 Neuenburger Grossrat, 1971–79 Nationalrat und 1979–87 Ständerat.

## Werke (Auswahl)
- Petit Commentaire de la Constitution fédérale de la Confédération Suisse. Mit Pascal Mahon. Schulthess Verlag, Zürich 2003
- Verfassungsrecht der Schweiz / Droit constitutionnel suisse. Mit Daniel Thürer, Jörg P. Müller, Schulthess Verlag, Zürich 2001
- Die Kantone vor der Herausforderung eines EU-Beitritts, Bericht der Arbeitsgruppe Europa-Reformen der Kantone. Schriften zur schweizerischen Rechtspolitik, Schulthess Juristische Medien AG, Zürich 2001
- Les cantons face au défi de l’adhésion à l’Union Européenne, Rapport du groupe de travail Réformes-Europes des cantons, mit Monique Sturny, Rainer J. Schweizer, Schriften zur schweizerischen Rechtspolitik. Schulthess Juristische Medien AG, Zürich 2001
- Parliament and Parliamentary Building in Switzerland / The Swiss Federa Assembly, 1848–1998. Helbing & Lichtenhahn, Basel 1998
- L’Assemblée fédérale suisse. Helbing & Lichtenhahn, Basel 1998
- Democracy and Federalism in European Integration. Mit Joseph H. H. Weiler, Frank Emmert, Roland Bieber, Swiss Papers on European Integration. Stämpfli Verlag, Bern 1995
- La Constitution, son contenu, son usage / Sinn und Bedeutung einer Verfassung. Mit Kurt Eichenberger, 1991
- So funktioniert die Schweiz. Cosmos, Muri bei Bern 1980 (französisch 1978)
- Kommentar zur Bundesverfassung der Schweiz. Eidgenossenschaft vom 29. Mai 1874. Hrsg. mit Kurt Eichenberger, 1987–1996
- Exposé des institutions politique de la Suisse à partir de quelques affaires controversées. Ed. Payot, Lausanne 1983
- Petite histoire constitutionnelle de la Suisse. 1974, 1983
- Bundesstaatsrecht der Schweiz. 2 Bde., 1967, 1991/95
- Traité de droit constitutionnel suisse. 2 Bde., 1967, 1982/93